# الاتجار بالجنس في أوروبا

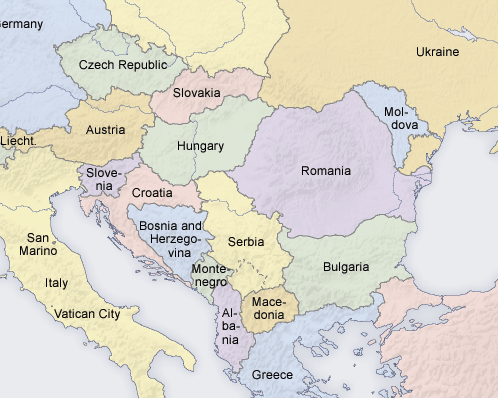
البلقان في جنوب أوروبا بعد عام 1992

يعرف الإتجار بالجنس بأنه نقل الأشخاص عن طريق الإكراه والخداع أو القوة إلى ظروف استغلالية وشبيهة بالرق، ويرتبط عادة بالجريمة المنظمة، وقد أصبحت «ألمانيا» مركزا للاستغلال الجنسي للشابات من أوروبا الشرقية، فضلا عن مجال نشاط لمجموعات الجريمة المنظمة من جميع أنحاء العالم.

وفي حين أن الإتجار بالبشر موجود منذ قرون في جميع أنحاء العالم، فقد أصبح قلقا متزايدا بالنسبة للبلدان الواقعة في الجزء البلقاني من جنوب أوروبا منذ سقوط الشيوعية، ففي عام 1997 وحده، تم بيع ما يصل إلى 000 175 شابة من روسيا، وكذلك الاتحاد السوفياتي السابق وأوروبا الشرقية، كسلع أساسية في أسواق الجنس في البلدان متقدمة النمو في أوروبا والأمريكتين، كما تفيد الأمم المتحدة بأن 4 ملايين شخص في السنة يجري تداولهم ضد إرادتهم للعمل في شكل أو آخر من أشكال العبودية.

وتركز التدابير المتخذة لمكافحة الإتجار بالنساء على التشريعات الجنائية والعقوبات الأشد صرامة، وتحسين التعاون الشرطي الدولي، كما أن هناك حملات إعلامية واسعة صممت لتكون مفيدة للجمهور، فضلا عن صانعي السياسات والضحايا المحتملين، وفي مختلف البلدان التي لا تزال فيها التدابير التشريعية لمكافحة الإتجار في مراحلها الأولى، تعتبر هذه الحملات الإعلامية هامة في منع الإتجار.

## تاريخ الإتجار
منذ العصور القديمة، كان يتم نقل الأشخاص من الأمة الخاسرة إلى الأمة المنتصرة كرقيق، وكان يعطي لهؤلاء الأشخاص حياة جديدة من العبودية، كخدم أو للاستعباد الجنسي، ومن المثير للأهتمام أن نلاحظ أنه قبل 4000 قبل الميلاد، كان لا يوجد أي دليل على العبودية الجنسية والعبودية في الثقافة البشرية، وكانت كلا من اليونان وروما سيئة السمعة في القبض على الأشخاص وإخراج العبيد منهم، ففي ذروة الإمبراطورية الرومانية، كان يعتقد أن واحداً من كل ثلاثة أشخاص كان عبداً، وكان الرجال يستخدمون كعمال، بينما تستخدم النساء والفتيات لأغراض التمتع بهن، وأصبحت بيوت الدعارة والعشيقات شائعة، أما في خلال القرن الثالث عشر، عندما كانت تجارة الرقيق الأفريقية على قدم وساق، فكانت النساء العبيد يحصلن على سعر أعلى من الرجال سواء بسبب قيمتهن الإنجابية أو لأنهن كن أجسام جنسية.

ولم يتغير الحال كثيرا في القرون التالية في محنة العبيد، ففي القرن التاسع عشر في الولايات المتحدة، كان الاغتصاب شائعا في المزارع الجنوبية من قبل السادة، ومع بداية القرن العشرين، بدأت تجارة الرقيق البيضاء في أوروبا وأمريكا الشمالية، وشارك فيها آلاف الشابات اللواتي تم نقلهن للاستعباد الجنسي، وفي أوروبا آنذاك، كانت الحكومات جزءا من مخططات الاسترقاق الجنسي لأكثر من قرن، أما في عام 1904 و 1910 و 1925، تم اعتماد المعاهدات الدولية التي تحظر الإتجار بالنساء.

وفي التسعينات، كانت مشكلة تجارة الجنس والسياحة الجنسية آخذة في الازدياد وحظيت بالاهتمام الدولي عندما بدأت المجموعات غير الربحية في إحداث ضجيج حول المشكلة، وكانت شركة تدعى «بيج آبل أورينتال تورز» من نيويورك، متخصصة في جولات الجنس للرجال الذين يرغبون في الذهاب إلى أماكن مثل الفلبين والجمهورية الدومينيكية وتايلاند والهند وسريلانكا، للمشاركة في ممارسة الجنس مع والبغايا وبعد ذلك تبادل الخبرات مع العملاء الآخرين، وفي اليابان، بدأت الشركات في تقديم عروض مدفوعة النفقات لرحلات السياحية الجنسية لتايوان كمرشح لموظفيها التنفيذيين. 
وبعد سقوط الاتحاد السوفياتي، ازدهر الطلب على رقيق الجنس، وكانت هذه هي المرة الأولى منذ تجارة الرقيق البيضاء في القرن التاسع عشر التي تم شراء وبيع أعداد ضخمة من النساء القوقازيات لأغراض الجنس، كما أخذت إسرائيل أفضلية الطلب على النساء الأوروبيات لأن بيوت الدعارة كانت صانعة أموال كبيرة، كما تقدمت كل من صحيفة نيويورك تايمز بالانجليزية "New York Times"وداتلين بالانجليزية "Dateline NBC" بقصص عن أعمال الإتجار بالجنس في إسرائيل.

وقامت كل من الولايات المتحدة وهولندا بتمويل مشترك لحملة إعلامية لتحذير المرأة من عمليات احتيال عروض التوظيف وغيرها من مخططات استعباد النساء التي يستخدمها المتجرون لإغراء هؤلاء النساء للإيقاع بهم في فخ الاسترقاق، أما في عام 2000، اعتمدت اتفاقية مكافحة الجريمة المنظمة العابرة للحدود، والمعروفة أيضا ببروتوكولات باليرمو بالانجليزية"Palermo Protocols"، ووقعت 80 دولة على المعاهدة الجديدة وصدقت عليها، ومنذ بروتوكولات باليرمو، كانت فضائح الدعارة التي تشترك فيها قوات حفظ السلام التابعة للأمم المتحدة ومقاولو الدفاع وفيرة، ففي حالة واحدة في ليبيريا، تورط الاداريون التابعون للأمم المتحدة في عملية احتيال حيث استخدمت المساعدات الغذائية لاجبار الفتيات والنساء على خدمة قوات حفظ السلام ورجال الأعمال المحليين، كما ظهرت قضية أخرى في عام 2002، عندما شهد موظف في شركة دينكورب بالانجليزية "DynCorp" للكونغرس أن زملائه العاملين في البوسنة اشتروا الفتيات للبقاء في منازلهن كرقيق جنس، واليوم، لا يزال الإتجار بالجنس سائدا ومزدهرا.

## الأسباب
غالبية ضحايا الإتجار بالبشر في أوروبا من النساء البالغات من الشباب، والسبب الأكثر شيوعا للإتجار بالبشر هو الاستغلال الجنسي، بيد أن الإتجار بالعمل الجبري يشكل ثلث جميع حالات الإتجار، حيث يذهب الضحايا إلى الزراعة، والبناء، وصيد الأسماك، والتصنيع، والصناعات النسيجية، وهناك أيضا نساء ورجال يجري الإتجار بهم لأغراض الاستعباد المحلي، ويجري الإتجار بالأطفال في هذه المنطقة لأغراض الاستغلال الجنسي والزواج القسري والتسول القسري.

### انهيار الاتحاد السوفياتي
وقد تم تحديد انهيار الاتحاد السوفيتي على أنه أحد العوامل الرئيسية المساهمة في تفسير الزيادة الأخيرة في الإتجار بالبشر، فبعد هذه الفترة، اتسع نطاق ضحايا الإتجار، ولا سيما النساء، ليشمل أشكالا أكثر تنوعا، مدعومة بارتفاع الجريمة المنظمة والفساد وتراجع الحدود، وقد جعلت الحدود المسامية وقربها من أوروبا الغربية من الأسهل والأرخص نقل الضحايا داخل المنطقة وخارجها.

### الفقر
النساء والفتيات معرضات بشكل خاص للإتجار في حالة الفقر، ولأن الناس الذين يعيشون في فقر ليس لديهم سوى القليل من وسائل دعم أنفسهم، فإنهم غالبا ما يضطرون إلى الذهاب إلى أقصى الحدود للحفاظ على أسرهم، كما أن الأطفال معرضون للإتجار عندما تكون أوضاعهم الاجتماعية والاقتصادية سيئة، ومن المرجح أن تباع الفتيات في العبودية لأن الآباء في كثير من المجتمعات غالبا ما يختارون الاستثمار في أبنائهم لأن الأبناء يعتبرون أكثر قيمة، ويساعد الإتجار بالبشر على إدامة مشاركة العمالة القسرية والفقر العالمي، وكثيرا ما تكون البلدان ذات الدخل المنخفض هي المصدرة للفتيات، أما البلدان ذات الدخل الأعلى هي بلدان المقصد للإتجار بالفتيات، وهناك العديد من بلدان المنشأ والعديد من بلدان المقصد للإتجار بالجنس، ويأتي أكبر عدد من روسيا وأوكرانيا، وتشمل الوجهات الرئيسية خارج أوروبا لهؤلاء الضحايا الشرق الأوسط واليابان وتايلاند وأمريكا الشمالية.

### العسكرة
وثمة عامل آخر أسهم في زيادة الإتجار بالنساء يتمثل في العسكرة والحرب في منطقة البلقان، وقد أدى وجود عدد كبير من الرجال الأجانب في منطقة البلقان بعد الحرب في يوغوسلافيا إلى الإتجار بآلاف النساء والفتيات لأغراض الأستغلال الجنسي التجاري، فالعلاقة بين القواعد العسكرية والعمل الجنسي ظاهرة ومعروفة وساعدت الجنود على دفع الطلب على بيوت الدعارة في هذه المنطقة.

## التوظيف
يجب على الشابات في كثير من الأحيان ترك منازلهن للعثور على عمل في المدن لأن المشاريع الصغيرة لأسرهن لا تقدم ما يكفي لإعالة أسرهن، لذلك فعادة ما تهاجر هؤالاء الفتيات في جميع أنحاء البلاد وحدها، مما يجعلها أهدافا سهلة للمتاجرين، وفي كثير من الأحيان، يتم خداع الشابات اللواتي يحاولن البحث عن عمل شرعي من قبل الوكلاء بوعود بعمل، وبمجرد وصولهم إلى وجهتهم تؤخذ أوراق الفتيات ووثائقهم ويجبرن على العمل كرقيق ومومسات جنس، وهناك طريقة أخرى تصبح فيها النساء معرضات للخطر تتمثل في دخول بلد ما بصورة غير مشروعة أو تجاوز تأشيراتهن، فيتجهون إلى المجرمين لمساعدتهم على البقاء، وأحد الأساليب الشائعة التي يستخدمها المتجرون هو عبودية الدين حيث يخبر المتجرون ضحاياهم بأنهم مدينون بأموال تتعلق بنفقاتهم المتعلقة بالسفر والمعيشة، وأنهم لن يفرج عنهم حتى تسدد الديون.
وقد حققت جماعات الجريمة في البلقان والاتحاد السوفياتي السابق نجاحاً بالمرونة والتناوب بين طرقها وأساليبها لتتناسب مع السوق العالمية المتغيرة بسرعة، وقد مكنت خبرة العمل السابقة ومستويات التعليم العالي المتجرين من "إنتاج وثائق مزورة"، واستخدام تكنولوجيا الاتصالات المتقدمة، والعمل بنجاح عبر الحدود"، كما شكلت صلاتهم الشخصية وقدرتهم على استخدام التكنولوجيا المتقدمة تحديا لكثير من الحكومات ووكالات إنفاذ القانون التي تسعى للتحقيق مع المتجرين وملاحقتهم قضائيا.
وشكل أيضا التعليم المتقدم للعديد من الضحايا المتجر بهم ميزة للمتجرين للآيقاع بهم في فخ الاسترقاق، فعلى الرغم من كون الضحايا مؤهلين تأهيلا جيدا للعمل في بلدانهم الأصلية، إلا أنهم غالبا ما يسعون إلى فرص أفضل في الخارج، وقد استخدم المتجرين العديد من الحيل لتجنيد المزيد من الضحايا المتعلمين بما في ذلك وكالات الزواج والعمالة، واستوديوهات الإنتاج السينمائي، وفرص العمل والدراسة في الخارج، ونظرا لوجود فرص مشروعة في هذه المجالات، غالبا ما يكون من الصعب فصل الإعلانات الاحتيالية عن الفرص الموثوقة، ونادرا ما يتم فحص هذه الإعلانات المطبوعة.

## الإتجار بالأطفال
من المرجح أن يحدث الإتجار بالأطفال في أوروبا في الأطفال الذين تقل أعمارهم عن اثنا عشر عاماً، في أعمال «التسول والسرقة وجرائم الشوارع الأخرى»، أما عن الأطفال الأكبر من خمسة عشر عامًا يتم أستخدامهم في عمليات الأستغلال الجنسي التجاري.

وتحظر المحرمات الثقافية بوجه عام الاتجار بالأطفال الصغار في عمليات الاستغلال الجنسي، غير أن بعض الحالات لوحظت بين الأطفال الرومانيين الذين يجري الاتجار بهم في الخارج، والمعرضون للإتجار هم الأطفال المعوقون والأطفال المنتمون إلى أقليات إثنية معينة، مثل جيفغيت في ألبانيا والشعب الغجري في أجزاء أخرى من المنطقة.

وقد أشار تقرير أعدته اليونيسف في عام 2006 من قبل الدكتورة جيلي ماكنزي «خبيرة الأمم المتحدة المعنية بالإتجار بالبشر» إلى أن الأطفال الذين يستوفون هذه المعايير لا يكونون عموما ضحايا للمتجرين الخارجيين، بل أعضاء في مجتمعهم الذي يسعى إلى توليد دخل من بيعهم في الخارج،  وأبرز هذا التقرير أيضا خمس خصائص مشتركة للأطفال المعرضين لخطر الاتجار، وهي.
- الأطفال الذين يعانون من العنف العائلي.
- الأطفال الذين يفتقرون إلى الدعم العائلي والحماية، مثل الأطفال الذين يعيشون في مؤسسات.
- الأطفال الذين تسربوا من المدرسة.
- الأطفال الذين ينتمون إلى أقليات إثنية، مثل روما.
- الأطفال الذين سبق الإتجار بهم.

## العواقب
وقال الدكتور "جيلي ماكنزي"، وهو خبير بارز في الأمم المتحدة عن الإتجار والجريمة المنظمة، في دراسة عام 2010 : "بما أن يتم إقحام الفتاة أوإجبارها على البوندج، ويصف التقييد من قبل الطرف الآخر إجباراً أثناء الممارسة الجنسية، فيصبح من الصعب عليها الهروب من هذه الحياة، لأنها لاتملك سوا وسائل قليلة للخروج، والخوف هو الدافع الأكثر فعالية الذي يستخدمة المتاجرون، فالبنات مسجونات ويحتجزن تحت الحراسة، ولا يحصلن إلا على القليل من الطعام والماء، وغالبا ما يتعرضن للاغتصاب من قبل خاطفيهم، ثم يعطين إلى زبائنهن، ويستخدم الإيذاء الجسدي والضرب والإساءة اللفظية من أجل أبقاءالفتيات ومنع محاولاتهن الهرب، كما يتم تهديد الفتيات باستخدام العنف وقتل أسرهن في الوطن، ولأن الكثير من الفتيات ينقلن إلى بلدان جديدة، فإنهن لا يتكلمن اللغة وليس لديهم أي شبكة لمساعدتهم، لأنهم من الأجانب غير الشرعيين، لذلك يخشون إنفاذ القانون والخدمات العامة.

ويتعرض العاملون في مجال الجنس من الشباب، ذكورا وإناثا، لخطر الإصابة بفيروس نقص المناعة البشرية وغيره من الأمراض المنقولة جنسيا، بالأضافة إلي أنهم لا يملكون سوا سلطة تفاوضية ضئيلة أو معدومة للإصرار على استخدام الواقي الذكري للوقاية، كما أنهم يتلقون الأمراض من العملاء ويمرون بها إلى عملاء جدد، وقد وردت تقارير تفيد بأن العاملين في مجال الجنس يعانون من مشاكل في الجهاز التنفسي تشمل الحساسية، والتهابات الجيوب الأنفية، ونزلات البرد والالتهاب الرئوي والسل، كما أن تعاطي المخدرات شائع جدا بين العاملين في مجال الجنس، ويؤدي تعاطي المخدرات لدي هذة الفئة إلى المشاكل الصحية الناتجة عن الجرعات الزائدة والسكتات الدماغية والتي قد تصل إلى الموت، وهناك مشاكل صحية أخرى تم تحديدها وهي مشاكل الأسنان، والطفح الجلدي والقروح، الهربس، قضمة الصقيع، تورم الساقين، والخراجات على الساقين، وهناك أيضا الضرب الذي تتعرض له هؤلاء النساء، والذي يؤدي إلى كسر العظام، والحروق والتخفيضات والارتجاج والكدمات والاختلالات والموت المحتمل، بالأضافة للأجهاض القسري مع الأدوات غير المعقمة الذي يمكن أن يكون أيضا مشاكل صحية.

## الانتشار
من المستحيل تقريبًا حساب العدد الفعلي لأولئك الذين يجري الاتجار بهم، وذلك لعدة أسباب، أحد هذة الأسباب هو طبيعة وسرية التعاملات، لانها تعاملات غير قانونية، لذلك اكتساب أدلة قوية ليست من السهل الفذ، وعلى الصعيد الدولي، هناك حوالي 2.45 مليون شخص تم الإتجار بهم بين عامي 1995 و 2004، وفقاً لمنظمة العمل الدولية.
بعض مشاكل جمع البيانات التي تم تحديدها في هذه المنطقة هي.
- هناك حاجة إلى التعاون من جانب طائفة واسعة من الجهات الفاعلة، ويلزم توحيد الإحصاءات المبلغ عنها عبر المنظمات والوكالات.
- قد یؤدي الافتقار إلی الثقة بین المنظمات غیر الحکومیة والحکومة إلی حظر المشارکة المفتوحة للمعلومات، خاصة إذا شعرت المنظمات غیر الحکومیة بإن تقاسم المعلومات حول عملائھا سیضع الضحایا أو المنظمة في خطر.
- يتم التحقيق في بعض حالات الإتجار على أنها تهريب وبغاء، وما إلى ذلك، مما يجعلهم يحتجزون في قواعد البيانات.

ولمعالجة هذه المسائل، تبذل جهود لإتاحة بيانات عالمية متسقة، ووفقا لمنظمة العمل الدولية، تم اقتراح عدة مبادرات وتجري حاليا من قبل منظمة العمل الدولية والمنظمة الدولية للهجرة والاتحاد الأوروبي، كما بدأ المركز الدولي لتطوير سياسات الهجرة، بالتعاون مع الحكومات الوطنية والمنظمات غير الحكومية، عملية تشكيل نهج موحد لجمع البيانات والإبلاغ عنها.

والعلامة المميزة لدول الاتحاد السوفييتي السابقة وأوروبا الشرقية هي سرعة انتشار الإتجار بالبشر وعولمتها، ولم تكن هناك تجارة قائمة منذ وقت طويل في البشر أو أنشأت شبكات لتسهيل هذا العمل ولكن، أتاحت ظروف المجتمعات الانتقالية الظروف المثالية المؤاتية للإتجار في البشر، والآن، بعد مرور سنوات على الانتقال الأولي، تكون جميع أشكال الاتجار بالبشر متوطنة في المنطقة، نتيجة للفقر، وتدابير مكافحة غير فعالة، والتواطؤ المتكرر للمسؤولين الحكوميين في هذه التجارة، وصعود تنظيم الأعمال الإجرامية.

وعلى الرغم من وجود جميع أشكال الاتجار في أوروبا، فقد حظي الإتجار بالجنس وإستغلال المرأة بأكبر قدر من الأهتمام في هذا المجال على نطاق واسع في وسائط الإعلام، وبين عامي 2003 و 2004، كان 85 في المائة من الضحايا الذين تلقوا المساعدة ضحايا للإستغلال الجنسي.
إن تميز الإتجار ما بعد الاتحاد السوفياتي وأوروبا الشرقية هو السرعة التي نمت بها وعولمتها، ولم تكن هناك تجارة قائمة منذ وقت طويل في البشر أو أنشأت شبكات لتسهيل هذا العمل، وبدلًا من ذلك، أتاحت ظروف المجتمعات الانتقالية الظروف المثالية المؤاتية للتجارة في البشر، والآن، بعد مرور سنوات على الانتقال الأولي، تكون جميع أشكال الاتجار بالبشر متوطنة في المنطقة، نتيجة للفقر، وتدابير مكافحة غير فعالة، والتواطؤ المتكرر للمسؤولين الحكوميين في هذه التجارة، وصعود تنظيم الأعمال الإجرامية. 

وعلى الرغم من أن حملات مكافحة الإتجار على مدى السنوات القليلة الماضية أدت إلى إدخال تحسينات على بعض أشكال الإتجار، فإن جمع البيانات وإدارتها لا يزال يشكل مشكلة بالنسبة لبلدان أوروبا الشرقية، وتجميع البيانات أداة هامة لرصد الاتجاهات القطرية والإقليمية، وكثيرا ما يستخدم تحليلها في صياغة سياسات مكافحة الإتجار، ومن المهم جمع البيانات عن الضحايا والمتاجرين بهم على حد سواء، والمعلومات عن معدلات التحقيق والملاحقة القضائية كثيرا ما تستخدم عند تقييم أداء البلد.

## الأرباح
الإتجار بالبشر هو ثاني أكثر الأنشطة غير المشروعة ربحية في العالم، بعد الإتجار بالمخدرات، وهناك وفرة في العرض والطلب على السلع، وهما شابات.
وتمثل الإيرادات الاقتصادية أكبر حافز وراء الإتجار بالبشر، وقدر التقرير العالمي لمنظمة العمل الدولية، وهو تحالف عالمي لمكافحة العمل الجبري "2005"، أن الأرباح السنوية العالمية الناتجة عن الإتجار بالبشر تبلغ نحو 31.6 بليون دولار، ويمثل هذا الرقم ما متوسطه 13,000 دولار سنويا أو 1,100 دولار شهريا لكل ضحية للإتجار، نصف هذا الربح يتم في البلدان الصناعية.

## المدافعون
هناك الكثير من الناس الذين يريدون رؤية نهاية للإتجار، ومن أبرزها:
الحكومات: وتبذل كل بلد جهودا لمكافحة الإتجار بالبشر، وقد صدق البعض على بروتوكولات باليرمو، وقد وضع آخرون إستراتيجيات للتعامل مع الإتجار المحلي، كما عزز آخرون القانون لمقاضاة المتجرين، مثل إدماج أجهزة إنفاذ القانون ومكاتب الهجرة والفروع القضائية في جعل الضحايا يشعرون بالأمان وربما يمنحون تأشيرات مؤقتة أو يعيدون الضحايا إلى وطنهم.
الصحة والخدمات العامة: حالما يتم إنقاذ الضحايا من المتجرين، يحتاج الضحايا إلى الحصول على الخدمات الأساسية مثل المأوى والمساعدة القانونية والنقل والفحوصات الطبية والإرشاد النفسي.
المنظمات غير الحكومية ومنظمات المجتمع المدني: تتمتع المنظمات غير الحكومية ومنظمات المجتمع المدني بتاريخ طويل في محاربة المتجرين، حتى قبل أن يصبح المجتمع الدولي على علم بكثافة المشكلة، وينصب تركيزهم الرئيسي على الاهتمام بقضايا مكافحة الإتجار بهم، وزيادة البحوث والمعلومات، ومساعدة أجهزة إنفاذ القانون على تحديد هوية الضحية والاحتياجات الأساسية الأخرى للضحايا.
وسائل الإعلام: تلعب وسائل الإعلام دوراً لا غنى عنه في تثقيف الجمهور حول واقع الإتجار بالبشر وإلقاء الضوء على المشاكل من خلال الأفلام والصور والصحف ومقالات المجلات وغيرها من الوسائط، وتستخدم وسائل الإعلام باعتبارها واحدة من أكثر الطرق فعالية لإعلام المجتمعات في جميع أنحاء العالم حول مختلف جوانب الإتجار بالبشر.

## دور المنظمات غير الحكومية
وفي حين أن هناك عددا كبيرا من العوامل التي تحد من قدرة المنظمات غير الحكومية على الاستجابة للإتجار، مثل الافتقار إلى التمويل، والولاية الواسعة النطاق، ونقص الدعم الحكومي، فإن المنظمات غير الحكومية تؤدي دورًا داعمًا حاسمًا للضحايا، فمعظم المنظمات غير الحكومية، التي ظهرت خلال التسعينات، صارعت في البداية من أجل إرساء دعائمها ضد المتاجرين المفترسين بشكل متزايد، وعلى الرغم من أن نجاحها يتفاوت من بلد إلى آخر، فإن المنظمات غير الحكومية غالبا ما تنسب إليها المبادرة في اتخاذ المبادرات التي تفشل فيها الحكومات.

وغالبا ما يكون الضحايا أكثر ثقة في المنظمات غير الحكومية لأن العديد من الأشخاص المتجر بهم يثقون في المنظمات القائمة على الدولة حيث أنهم كثيرا ما يدخلون بلدان المقصد بشكل غير قانوني أو يزيلون وثائقهم لدى وصولهم، والخوف من الترحيل، أو الانتقام من جانب المتجرين بهم يساهم أيضا في إحجامهم عن التعامل مع الوكالات القانونية للحصول على الدعم، وقد تصدت المنظمات غير الحكومية لسد هذه الفجوة وتوفير الخدمات للضحايا، وتشمل الخدمات التي تقدمها.
- الدعم القانوني والاجتماعي والنفسي وإعادة الإدماج.
- التعليم والتوعية بشأن مخاطر الاتجار.
- الدعم الإعلامي والإحصائي والبحوث.
- الضغط من أجل حقوق الضحايا.[22]

## الحملات الإعلامية لمكافحة الإتجار
ومنذ أواخر التسعينات، كانت الحملات الإعلامية تحذر من مخاطر الإتجار بالبشر في معظم أنحاء أوروبا، وتهدف حملات مكافحة الإتجار إلى زيادة الوعي بالاتجار بالنساء عن طريق التصدي لكل من عامة السكان ومن ثم أولئك الذين يرجح أن يكونوا هدفا، وواضعي السياسات، وضباط إنفاذ القانون، والمسؤولين الحكوميين المعنيين ذوي الصلة، وقد اختلفت الأشكال المتنوعة المستخدمة لتلك الحملات بشكل كبير، فشملت الملصقات الداخلية والخارجية، والنشرات، والبطاقات البريدية، والملصقات، وأكياس التسوق وكانت هناك أيضا إعلانات على الحافلات واللوحات الإعلانية الراديو والتلفزيون.
والمنظمة الدولية للهجرة هي إحدى المنظمات الأوروبية الرئيسية المهتمة بوضع برامج لمكافحة الإتجار، واستشارة الحكومات بشأن سياسات مكافحة الإتجار بالبشر وإجراء البحوث المتعلقة بالإتجار في صناعة الجنس.
والمنظمة الدولية للهجرة هي واحدة من المجموعات التي تتصدر هذه الحملة الإعلامية لإنهاء الإتجار، وهي تتعاون مع الحكومات الأوروبية، والمفوضية الأوروبية، ومنظمة الأمن والتعاون في أوروبا، والأمم المتحدة.